# Práh (dveře)

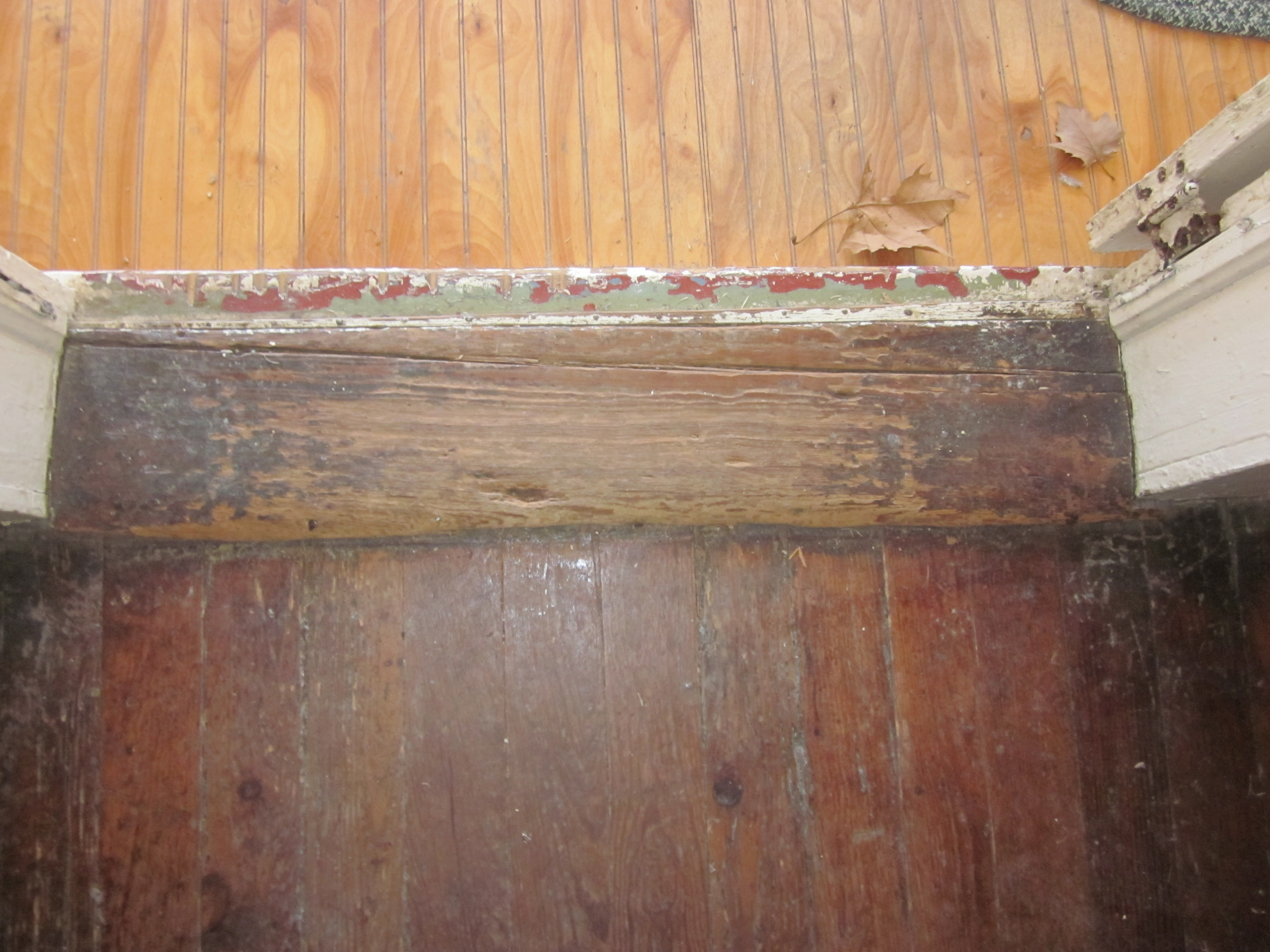
Práh z 80. let 17. století v Louisianě

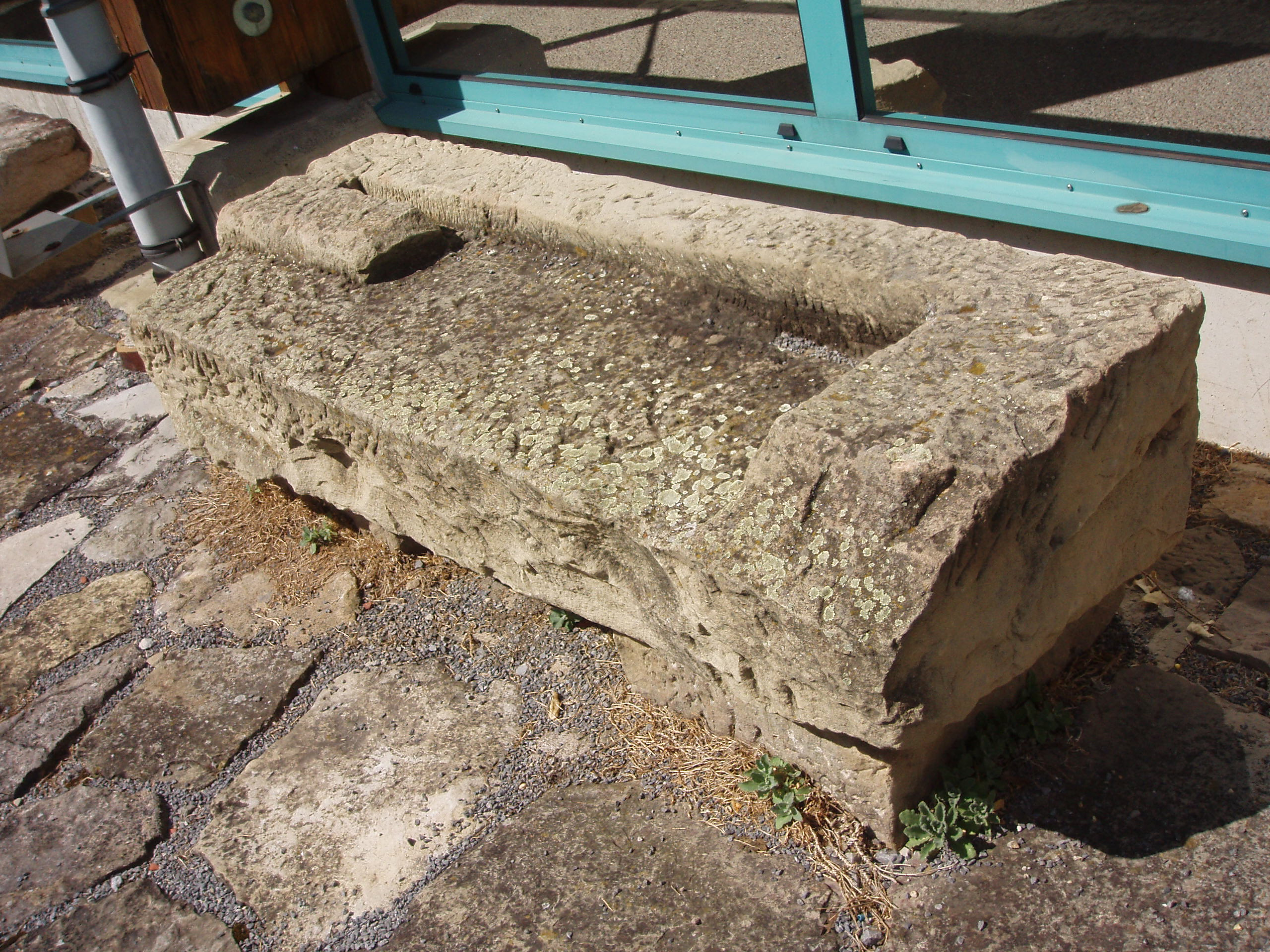
Římský práh ve městě Walheim

Práh je dřevěné prkno (někdy kamenný blok) ohraničující zespoda dveřní otvor.

## Funkce
Práh slouží jako prostředek k oddělení dvou místností v případě, že je mezi místnostmi změna úrovně či materiálu podlahy, nebo pokud je v místnostech jiná teplota (vznik průvanu). Pokud tedy podlahy místností jsou ve stejné výšce a jsou ze stejného materiálu, není k umisťování prahu důvod.

## Materiál
Ve většině domů je práh dřevěný. Dřevo, ze kterého je práh vyrobený, se může lišit v závislosti na výrobci. Nejobvyklejšími variantami jsou buk či dub.
Dále může být práh kamenný, což je časté především u vstupních dveří do domu, kde často funguje jako poslední schod.

## Druhy a možné náhrady
Kromě prahu klasického existuje i mnoho jiných upravených prahů či jejich náhrad. Patří mezi ně např.:
- Mechanický práh - Jedná se o lištu připevněnou k samotným dveřím. Obsahuje dlouhé ploché těleso, jež se vysune v případě zaklapnutí dveří do rámu a zabrání tak vzniku průvanu. Pokud jsou dveře otevřené, těleso setrvá v liště.
- Těsnění na dveřích - Jedná se o lištu, která se přilepí ke spodnímu okraji dveří, a zabrání tak průchodu vzduchu pode dveřmi v případě, že jsou dveře zavřené. Existuje i varianta pěnové lišty, která se nemusí ke dveřím lepit a pouze se zasune mezi jejich spodní okraj a podlahu.[1]

## Pověst
Kněžna Libuše, bájná česká vladařka a věštkyně, podle pověsti předpověděla polohu tehdy ještě neexistujícího města Prahy. Řekla svému lidu, ať podle jejích instrukcí dojde na místo, kde v lese uvidí muže, jak tesá práh, a zde ať začnou stavět město. Je však nutno podotknout, že práh v tomto kontextu pravděpodobně znamená spodní trám roubené stavby.
Mezi těmito prwopočátky práw jednoho dne řečená kněžna, duchem wěštím pohádána, před mužem swým Přemyslem a u přítomnosti jiných starších lidu takto jest prorokowala :
Spatřuji hrad, jenž sláwau swau bude hwězd se dotýkat.
Jest w lese místo, jehož wzdálí od wesnice této
Třidcet jesti honů, jež Wltawa řeka obíhá. To z pillnoční strany ohrazuje welmi hlubokým dolem potůček Brusnice, na polední pak straně hora welmi skalnatá, která od skal (latině petrae) slowe Petřín, přewyšuje okolí. Hora pak toho místa skrčuje se na spůsob delfína, mořského wepře, směřujíc k řece swrchu jmenowané. Tam když přijdete, najdete člowěka uprostřed lesa, an dělá práh k domu. A poněwadž u nízkých dweří i welcí páni se shybují, dle té příhody nazwete hrad, jejž wystawíte, Prahau.
Kosmas, Kosmova kronika (překlad z roku 1882)

## Odraz prahu v jazyce

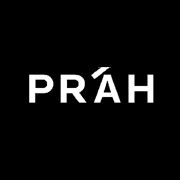
Nakladatelství Práh

V přeneseném významu se slovo práh používá i pro hranici určité stupnice či veličiny - např. práh slyšitelnosti. Práh se také vyskytuje ve známé české frázi zamést si před vlastním prahem, jež označuje vyřízení vlastních záležitostí předtím, než o nich začneme poučovat druhé.
Podle prahu se jmenuje i stejnojmenné knižní nakladatelství.

## Galerie
- Práh u dveří domu v Downing Street č. 10, sídla britského premiéra
- Práh u dveří ve městě Tunis
- Práh u dveří na ostrově Rhodos
- Práh u dveří rotundy sv. Jiří
- Starověký kamenný práh z Nepálu